# آرچیگنات
آرچیگنات (به فرانسوی: Archignat) یک کمون در فرانسه است که در آلیه واقع شده‌است. آرچیگنات ۲۴٫۳۵ کیلومتر مربع مساحت دارد ۳۵۹ متر بالاتر از سطح دریا واقع شده‌است.